# Esclavitud en la Biblia

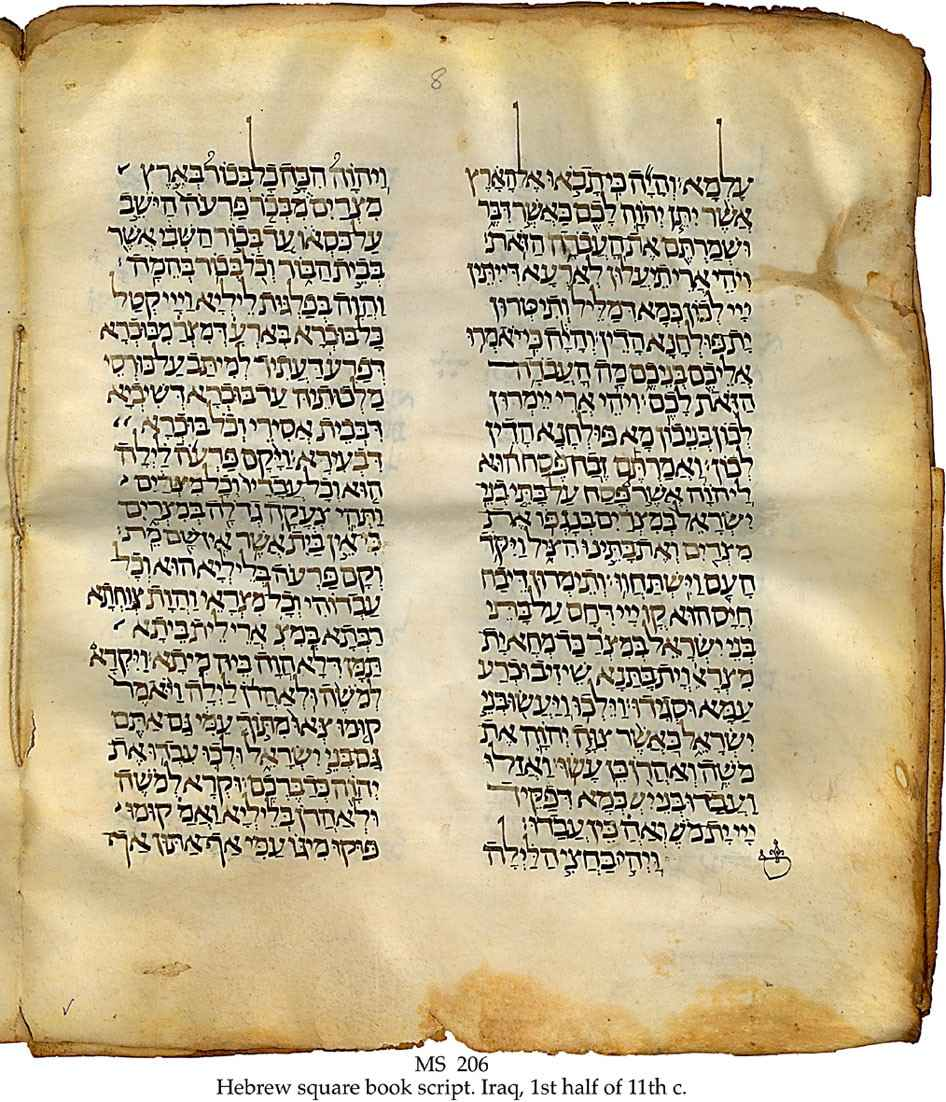
Manuscrito del s. XI de la Biblia Hebrea con Targum

La Biblia contiene multitud de referencias a la esclavitud. No la condena, sino que permite la práctica regulada, especialmente en el Antiguo Testamento, pero también en el Nuevo Testamento.
A los esclavos y esclavas israelitas se les ofrecía la libertad tras seis años de servicio con determinadas estipulaciones.
Sin embargo, si el esclavo era extranjero, él y su descendencia pertenecían a la familia dueña de forma perpetua, excepto en casos determinados.
La regulación de la esclavitud en la Biblia y la ausencia de una condena absoluta de la misma como institución, fue utilizada más adelante para justificar la esclavitud por sus defensores.
Los abolicionistas también han utilizado textos del Nuevo Testamento para argumentar sobre la manumisión o liberación de los esclavos bajo determinadas circunstancias.

## Conversión a esclavo/a
En el antiguo Oriente Próximo y Medio, las personas cautivas obtenidas en la guerra eran convertidas en esclavas y la ley del código del Deuteronomio lo veía como una forma legítima de esclavitud, siempre y cuando los israelitas no se encontraran entre las víctimas. El código del Deuteronomio establece la pena de muerte para el delito de secuestro de israelitas para esclavizarlos.
Ya que los israelitas no se involucraron en guerras a gran escala, la captura directa no era la fuente principal de esclavos.
El Código de Santidad del Levítico permite explícitamente la participación en el comercio de esclavos. Además, los residentes no-israelitas que  hubieran sido hechos esclavos eran tratados como un tipo de propiedad que puede ser heredada. Los residentes extranjeros se incluían en este permiso y podían tener esclavos israelitas.
También era posible nacer esclavo; si un esclavo israelita había tenido una mujer dada por su dueño, entonces la mujer y los hijos que resultaban de la unión quedarían como propiedad del dueño, según el código de la Alianza. En cualquier caso, el texto no especifica la nacionalidad de la mujer y el teólogo baptista John Gill (1697–1771), referencia al rabino David ben Solomon ibn Abi Zimra (Jarchi) como sostenedor de la idea de que se refiere al matrimonio con una mujer cananea como concubina. El teólogo del siglo XVIII Adam Clarke sostuvo que existía una ley israelí según la cual si un esclavo israelí "tenía hijos con una mujer cananea, esos hijos deberán ser considerados cananeos únicamente y pueden ser comprados y vendidos como esclavos para siempre".

## Esclavitud sexual y conyugal
La esclavitud sexual, o ser vendida como esposa era algo común en el mundo antiguo. En el Antiguo Testamento, tiene referencias a la en contra de la actividad sexual del varón fuera del matrimonio,,es importante saber que esta está condenada  de forma tajante dentro de los 10 mandamientos a diferencia de los demás pueblos de la región donde la toma de concubinas como esposas secundarias estaba permitido sin repercusión moral y un padre podía vender a sus hijas solteras para servir, con la expectativa de que el dueño o su hijo pudieran querer casarse con ellas. Los estudiosos judíos y cristianos entienden que este hecho hace referencia a la venta de hijas que no hubieran llegado a la edad de doce años y un día.

Y cuando alguno vendiere su hija por sierva, no saldrá como suelen salir los siervos. Si no agradare a su señor, por lo cual no la tomó por esposa, permitirle ha que se rescate, y no la podrá vender a pueblo extraño cuando la desechare. Mas si la hubiere desposado con su hijo, hará con ella según la costumbre de las hijas. Si le tomare otra, no disminuirá su alimento, ni su vestido, ni el débito conyugal. Y si ninguna de estas tres cosas hiciere, ella saldrá de gracia sin dinero.
Éxodo 21:7-11

Cuando se vendiere a ti tu hermano hebreo o hebrea, y te hubiere servido seis años, al séptimo año le despedirás libre de ti.
Deuteronomio 15:12

## Nuevo Testamento

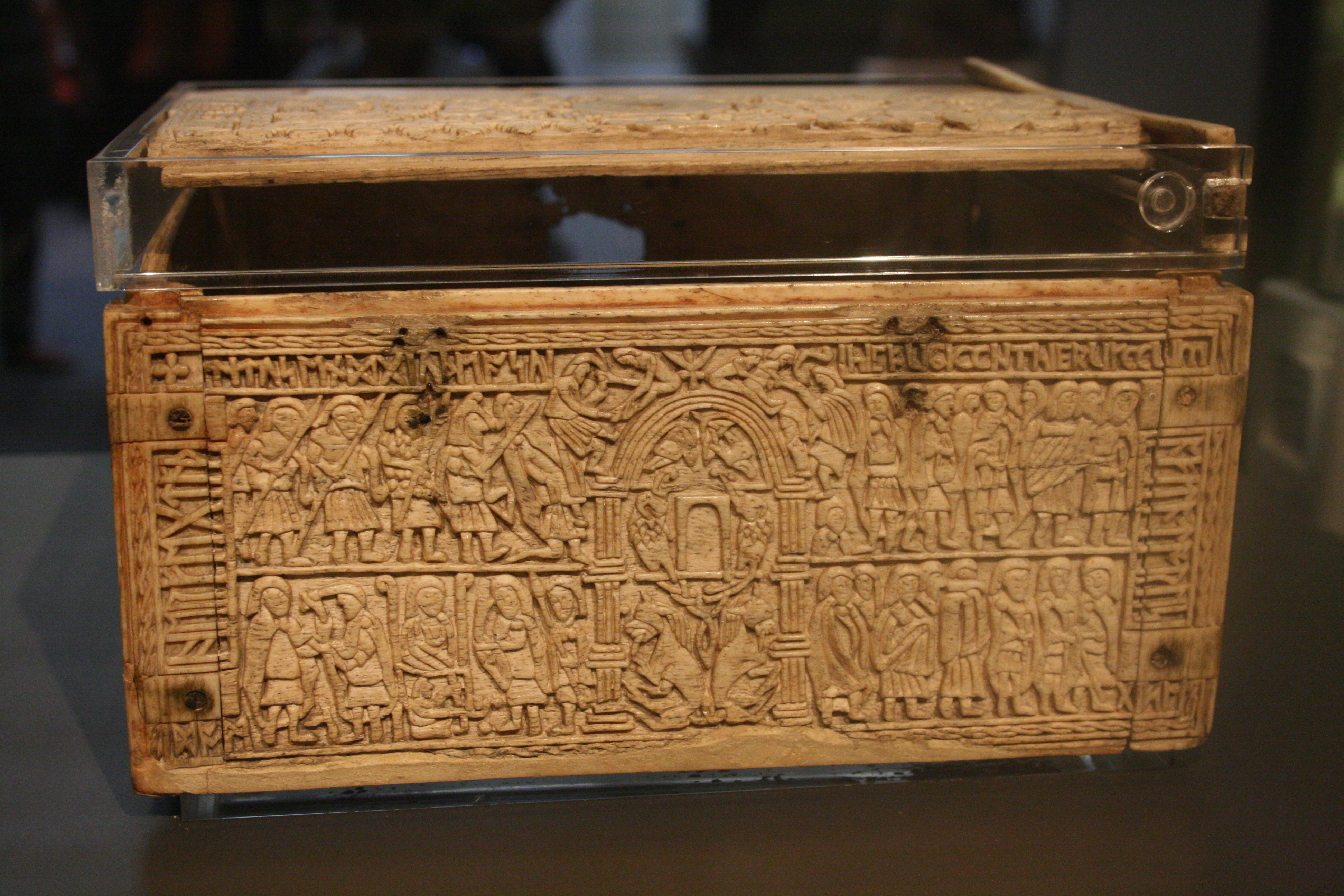
Ataúd de Franks. Caja anglosajona hecha de hueso de ballena (primera mitad del). Detrás del ataúd: Tito y los judíos.

Los escritores del Nuevo Testamento mencionan actitudes subyacentes respecto a la esclavitud: Los amos cristianos llamaban hermanos o hermanas a los esclavos cristianos, sin embargo, en ningún texto se condena la institución. El Nuevo Testamento ordenaba a los amos que mostraran compasión, justicia y paciencia. La posición de ellos como amos significaba responsabilidad y servicio, no opresión y privilegio.
En varias epístolas paulinas como Efesios 6 y Colosenses 4, se entregan reglas de convivencia no solamente para los esclavos cristianos sino también para los amos cristianos. Los esclavos, en última instancia, son responsables ante Dios, su Amo celestial y les recomienda trabajar duro para sus amos (Tito 2:9 y Colosenses 3:22). Pero los amos deben hacer con ellos lo mismo, es decir, como personas gobernadas por un Amo celestial (Efesios 6:9).
Dada la igualdad espiritual de esclavo y libre, los esclavos hasta asumían cargos de liderazgo en las iglesias. El ministerio de Pablo ilustra —cuando él saluda a la gente por nombre en sus epístolas— cómo en Cristo no hay esclavo ni libre. Algunas de estas personas habían usado comúnmente nombres de esclavos y de libertos. Por ejemplo, en Romanos 16:7,9 él se refiere a esclavos tales como Andrónico y Urbano (nombres corrientes para esclavos) como parientes, compañeros de prisiones y colaborador. El Nuevo Testamento se refiere a la esclavitud de una manera contraria a la de los aristócratas y filósofos como Aristóteles, quien sostenía que ciertos humanos eran esclavos por naturaleza (Política I.13).
Las epístolas paulinas recordaban a los amos cristianos que no debían maltratarlos sino más bien tratarlos como hermanos y hermanas en Cristo. Se hacía un llamado a los amos humanos para que concedieran justicia y rectitud a sus esclavos (Colosenses 4:1). De un modo sin precedentes, se trataba a los esclavos como personas moralmente responsables (Colosenses 3:22-25) que, al igual que sus amos cristianos, eran hermanos y formaban parte del cuerpo de Cristo (1 Timoteo 6:2).
En un versículo de la Epístola a los gálatas, Pablo de Tarso expone las consecuencias raciales y religiosas, sociales y humanas del mensaje que predica:

Ya no hay judío ni griego;
 ni esclavo ni libre;
 ni hombre ni mujer,
 ya que todos vosotros sois uno en Cristo Jesús.
Pablo de Tarso, Epístola a los gálatas 3:28

En expresión de Joseph A. Fitzmyer, «este versículo constituye el punto culminante de la carta de Pablo». Los análisis de este versículo son abundantísimos. Con todo, el marco histórico-cultural en que Pablo lo escribió parece un elemento necesario para su comprensión. Juan Leal lo expuso así:

Recuérdese la división enorme que existía en el mundo del evangelio. De un lado estaban los judíos; de otro, los griegos, que eran los gentiles civilizados: de un lado, los hombres libres y de otro, el ejército inmenso de los esclavos, que no eran personas; de un lado, el marido, y de otro, la mujer, que era comprada.
Juan Leal

El teólogo alemán Gerd Theissen señaló que solo se puede medir la dimensión del avance que este versículo significó en el siglo I si se consideran las diferencias sociales que menciona.
En la liturgia cristiana, libres y esclavos celebraban juntos; los esclavos pueden ser ordenados sacerdotes (el papa San Calixto había sido esclavo); el matrimonio de los esclavos es reconocido.